# Nymphe

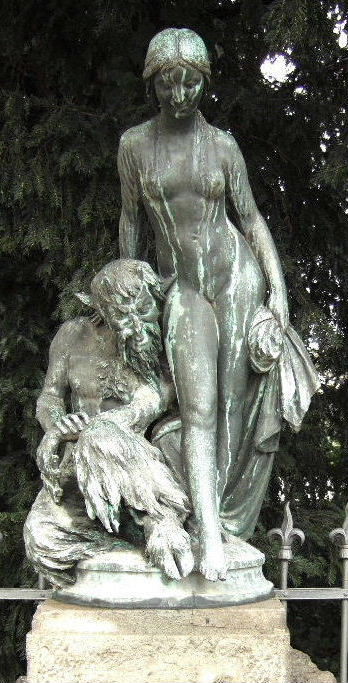
Wilhelm Neumann-Torborg: Faun und Nymphe (1890)

Eine Nymphe (altgriechisch Νύμφη nýmphē „Braut, junge Frau, heiratsfähiges Mädchen“, latinisiert nympha) ist in der griechischen und römischen Mythologie ein weiblicher Naturgeist. Im weiteren Sinne wird die Bezeichnung auch für Priesterinnen gebraucht.
In der griechischen Mythologie sind Nymphen weibliche Gottheiten niederen Ranges, die als Personifikationen von Naturkräften überall auftreten und teils als Begleiterinnen höherer Gottheiten wie des Dionysos, der Artemis oder der Aphrodite, teils als selbstständig wirkend gedacht wurden.
Sie galten als die – vorwiegend – wohltätigen Geister der Orte, der Berge, Bäume, Wiesen oder Grotten, sind aber nicht immer an dieselben gebunden. Vielmehr schweifen sie frei umher, führen Tänze auf, jagen das Wild, weben in kühlen Grotten, pflanzen Bäume und sind auf verschiedene Weise den Menschen hilfreich. Geräuschvolle Tätigkeiten der Menschen aber meiden sie. Nymphen galten wie die Menschen als sterblich. Sie sollten allerdings wesentlich länger leben – bis hin zu Fast-Unsterblichkeit und ewiger Jugend. Der Tod einer Nymphe wurde meist mit dem Ende dessen, was sie verkörperte – zum Beispiel einer Quelle oder eines Baums –, gleichgesetzt.

## Liste der Nymphen

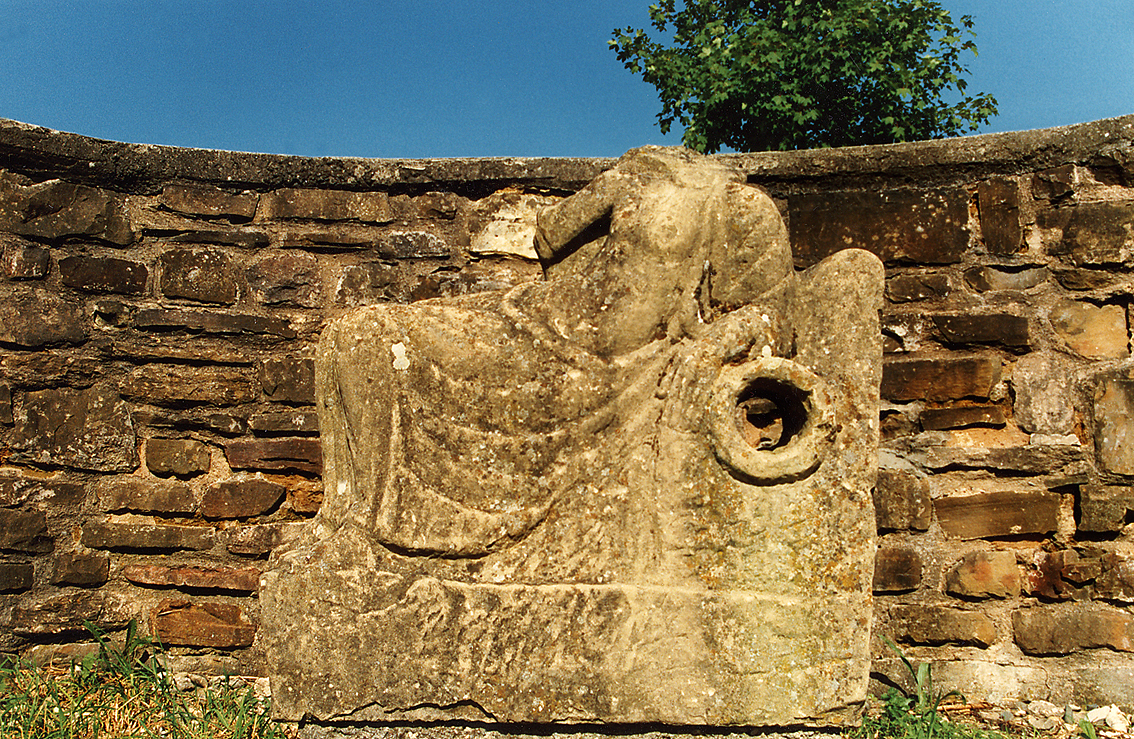
Quellnymphe im Bad des Limeskastells Schirenhof (Ostalbkreis)

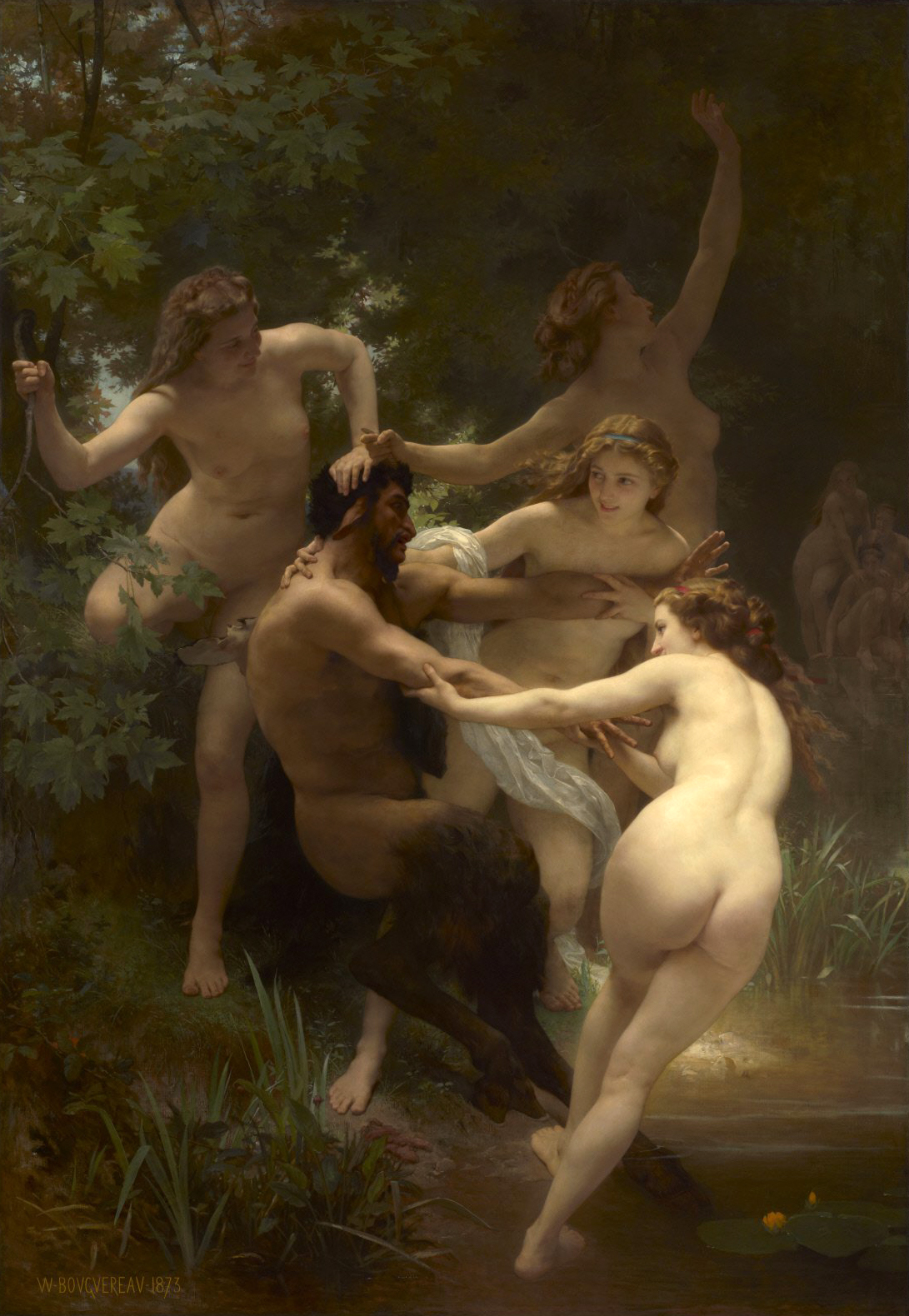
William Adolphe Bouguereau: „Nymphen und Satyr“ (1873)

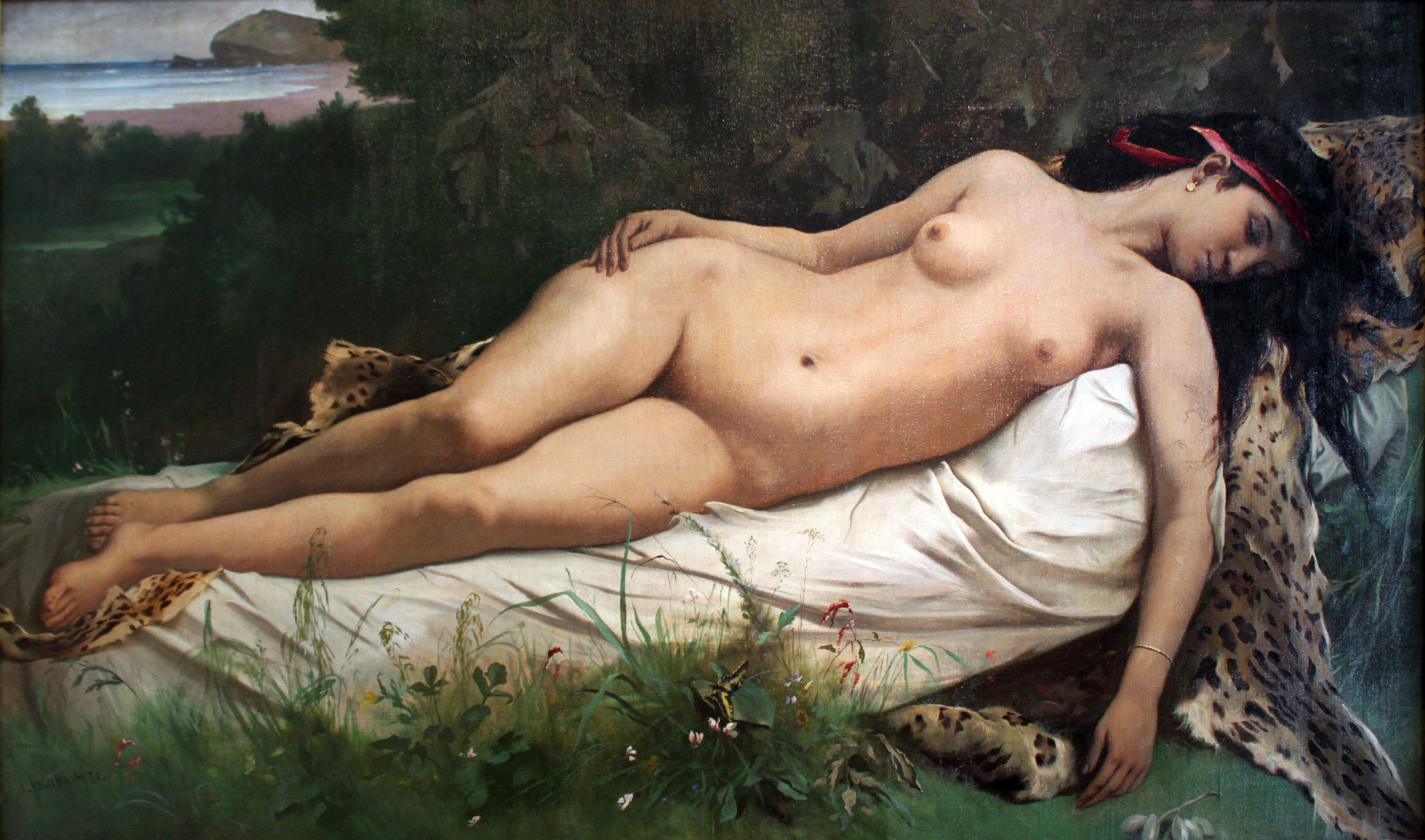
Ruhende Nymphe (1870), von Anselm Feuerbach, im Germanischen Nationalmuseum Nürnberg

Es gab zahlreiche Arten von Nymphen:
Wassernymphen
- Najaden, Nymphen der Quellen, Brunnen und Frischwasserströme
  - Pegaeae (lateinischer Name) (Bäche)
  - Potameiden (Flüsse)
  - Krenäen (Quellen)
  - Limnaden (Seen)

Meernymphen
- Nereiden, Töchter des Nereus, Nymphen des Mittelmeers
- Okeaniden, Töchter des Okeanos

Wald- und Baumnymphen
- Dryaden
- Hamadryaden
- Meliaden

Berg-, Grotten- und Höhlennymphen
- Oreaden

Wiesennymphen
- Leimoniaden

Talnymphen
- Napaien

Regennymphen
- Hyaden

Sonstige
- Plejaden

Als Lokalgöttinnen wurden sie auch nach den entsprechenden Gegenden benannt; beispielsweise sind die Peliaden die Nymphen des Gebirgszugs Pelion. Die Nymphe Noris ist eine Allegorie auf die mittelfränkische Stadt Nürnberg. Eine der berühmtesten Oreaden war Echo, die Nymphe des Berges Helikon. Die Göttin Hera beraubte sie der Sprache und ließ ihr lediglich die Fähigkeit, die letzten an sie gerichteten Wörter zu wiederholen. Eine Baumnymphe ist Eurydike, die Gattin des Orpheus.

## Deutung
Die Symbolik der Nymphen ist vielfältig. Ursprünglich sind sie Hüterinnen von Quellen, Blumen, Früchten oder Tieren und stehen für Geburt, Mütterlichkeit und Wachstum. Dies umfasst auch die Bereiche Fruchtbarkeit und Sexualität. Die körperliche Schönheit der Nymphe bietet eine Imaginationsfläche für unreglementierte oder gefährliche Sexualität. Wegen der befruchtenden Kraft des Wassers galten die Nymphen als Erzieherinnen des Zeus und Bakchos und – da manchen Quellen begeisternde Kraft beigelegt wurde – auch als Erzieherinnen des Apollon und Verleiherinnen der Dicht- und Wahrsagekunst.

## Nymphenkult in Griechenland
Die Nymphen wurden im ganzen griechischen Gebiet verehrt, allerdings nur in bescheidener Form. In großen, politisch bedeutenden Kulten wurden sie nur wenig verehrt. Die Nymphen wurden im Geiste anschwellenden Nationalgefühls zu Halbgöttinnen und schließlich zu Dämonen deklariert.
Schriftliche Zeugnisse wie die Menanderkomödie Dyskolos heben die Verehrung der Nymphen im ländlichen Raum hervor, so berichtet der Gott Pan von Nymphen in Phyle. Auch wenn in der griechischen Mythologie die Nymphen zumeist für den Menschen unerreichbar sind, kann bei einem zufälligen Zusammentreffen ein Betrachten der Nymphe durch den (männlichen) Menschen für diesen gefährlich werden, wenn die Nymphe sich ihrerseits von dessen unbeherrschtem Begehren überwältigt sieht und den Mann in ihr Unterwasser-Reich entführt. So geschah es dem Griechen Hylas in der Argonautensage.
Archäologische Befunde bestätigen Höhlen als Kultstätte: auf Ithaka und bei Korykos, letztere wurde seit dem Neolithikum kultisch genutzt. Auf einen überregionalen Nymphenkult deuten Gefäße und Terrakotten aus dem 6. bis 3. Jh. v. Chr. hin, die an vielen Orten Griechenlands gefunden wurden.

## Darstellung in der bildenden Kunst
In der bildenden Kunst werden Nymphen meist als liebliche Mädchengestalten dargestellt, gewöhnlich nackt oder nur leicht bekleidet und Blumen und Kränze tragend. Die Wassernymphen insbesondere pflegte man mit Wasserkrügen und Urnen auf den Köpfen darzustellen. Bekannte Kunstwerke aus dem Altertum sind Statuen des Praxiteles, eine Gruppe des Arkesilaos und Reliefs von verschiedenen Meistern. Nymphen dienten auch als Motiv für Brunnenfiguren und werden u. a. auf Münzen der Antike dargestellt.
Im 17. und 18. Jahrhundert werden Nymphen-Statuen oft in allegorische Programme der absolutistischen Gartenarchitektur eingebunden, z. B. im Park des ehemaligen französischen Königsschlosses Versailles. Die badenden Nymphen führen dem Betrachter vor, dass sich selbst die Natur der souveränen Macht Ludwigs XIV. unterzuordnen hat.
Gemälde und Skulpturen

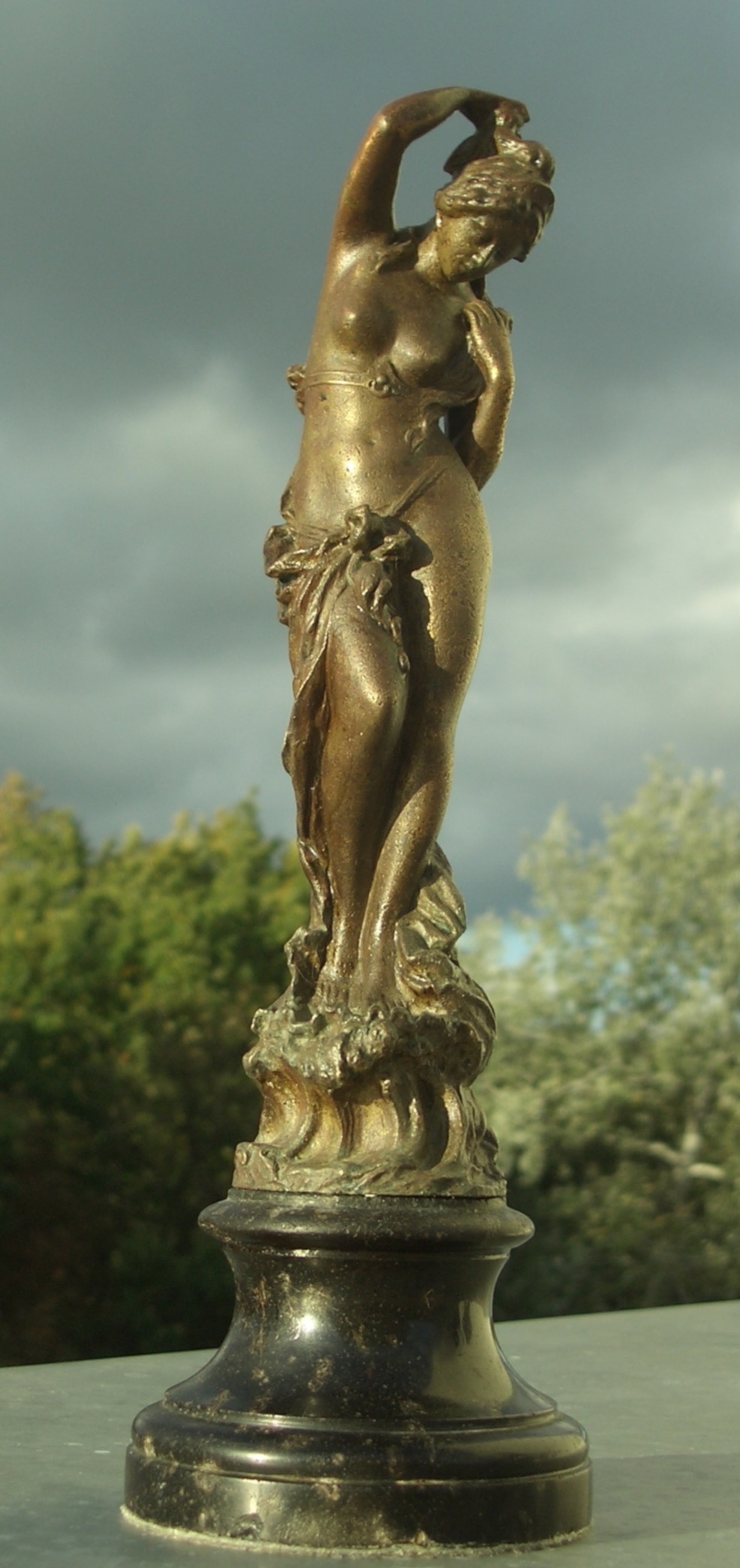
Nymphe von Paul Aichele

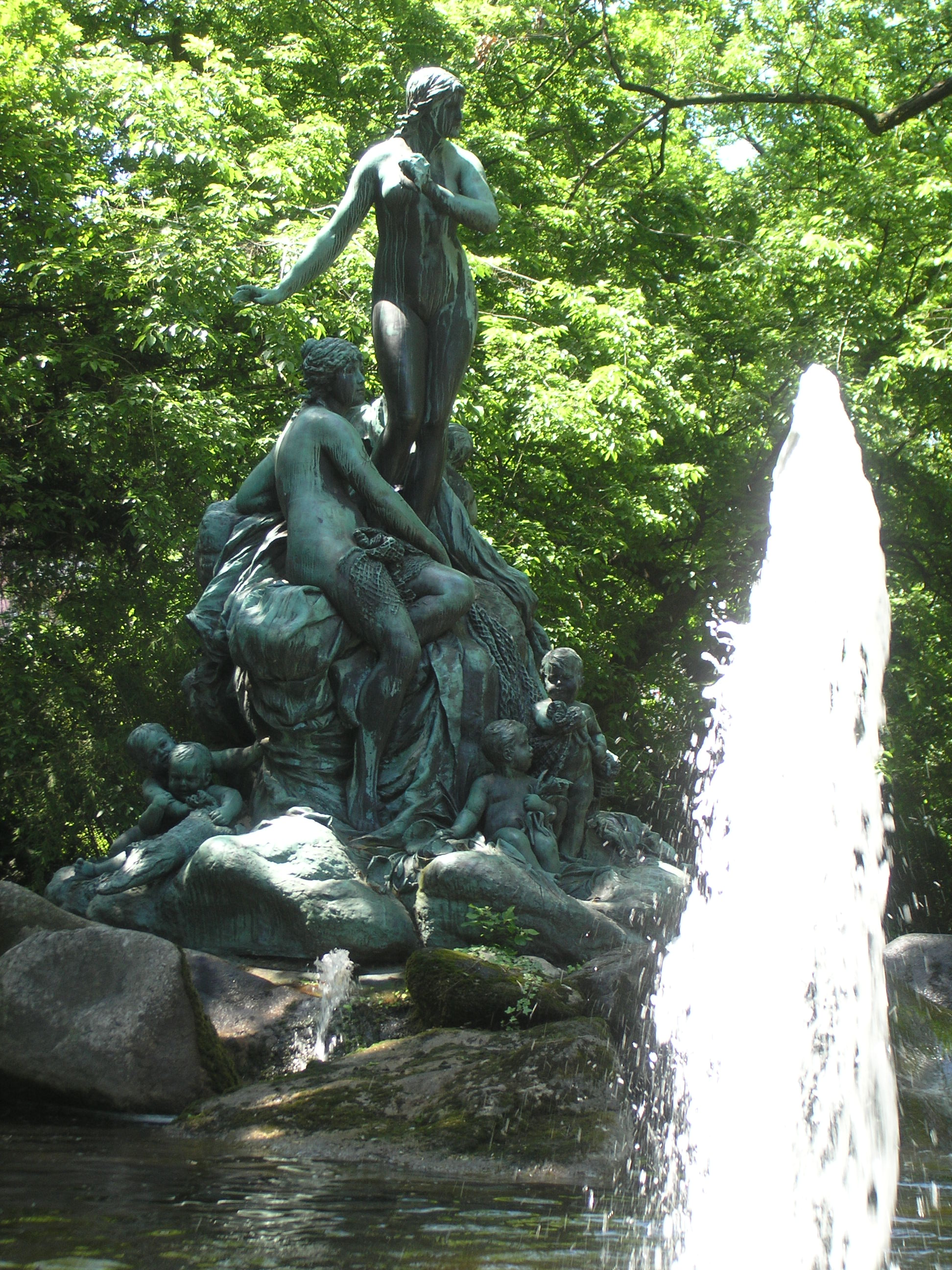
Brunnen im Nymphengarten in Karlsruhe

- Francesco Albani: Venus mit Nymphen und Amoretten
- Jacob Jordaens: Nymphen am Brunnen der Liebe
- Lucas Cranach der Ältere: Liegende Quellnymphe[6]
- Peter Paul Rubens: Diana und ihre Nymphen werden durch Faune überrascht
- Rembrandt: Das Bad der Diana mit Aktäon und Kallisto
- Arnold Böcklin: Das Spiel der Najaden (und zahlreiche weitere Bilder)
- Jean-Baptiste Camille Corot: Tanz der Nymphen
- Jean-Baptiste-Camille Corot: Eine Nymphe spielt mit Cupido
- Jacob Jordaens: Cupido und schlafende Nymphen.
- Wilhelm Neumann-Torborg: Faun und Nymphe (1890)
- Édouard Manet: Überraschte Nymphe (1861)
- Auguste Rodin: Faun und Nymphe (1886)
- Tizian: Schäfer und Nymphe (1570)
- Henryk Siemiradzki: Naijaden beim Spiel (1880)
- Paul Aichele: Nymphe (1891)

Nymphs ist eine finnische Fantasy-Fernsehserie über drei Nymphen, die in der heutigen Zeit leben.

### Nymphen in der Musik
Der französische Komponist Jean-Philippe Rameau komponierte 1745 die Oper Platée als lyrische Komödie. Die Naivität der alternden und hässlichen Wassernymphe Platée wird von Jupiter genutzt, um die Eifersucht seiner Gattin Juno zu entlarven.
Der französische Komponist Claude Debussy komponierte 1913 das Stück Syrinx für Flöte. Das kurze Stück bezieht sich auf die Sage von Pan und Syrinx; die Nymphe entzieht sich den Nachstellungen des Gottes, indem sie sich in ein Schilfrohr verwandelt. Pan erfindet daraufhin die Flöte.
Der finnische Komponist Jean Sibelius komponierte 1894 die symphonische Dichtung für Orchester op. 15, Skogsrået (Die Waldnymphe).
Die Band In Extremo spiegelt das Bild der Nymphen in ihrem Lied Nymphenzeit wider.
Rusalka ist die erfolgreichste Oper von Antonín Dvořák. Das Libretto geht auf slawische Volksmythen über die Rusálki (Wassergeister, Nixen) zurück und ähnelt der deutschen Erzählung Undine von Friedrich de la Motte Fouqué, Hans Christian Andersens Märchen Die kleine Meerjungfrau sowie der altfranzösischen Melusinensage. Die Oper mit dem Untertitel Lyrisches Märchen wird auch als „tschechische Undine“ bezeichnet.
Der italienische Komponist Claudio Monteverdi komponierte 1614 in seiner Sestina (Lagrime d’amante al sepolcro dell’amata) das Klagelied des Hirten Glauco, der den Tod seiner geliebten Nymphe Corinna betrauert.
Der 4. Satz der 1. Sinfonie von Albert Roussel ist mit Faunes et Dryades betitelt.

### Nymphen in der Literatur
In der nach-antiken Dichtung taucht das Motiv der Nymphe immer wieder auf, etwa in der Renaissance und der Romantik. Vielfach ist die Nymphe Inbegriff des verlorenen Liebesobjekts oder auch Repräsentantin eines antikisierenden Dekors.
So bezeichnet sich Catharina Elisabeth Goethe an einer entscheidenden Textstelle als Wassernymph. In einem berühmten Brief vom 28. August 1808 schreibt sie an ihre junge Freundin Bettina Brentano: „Doch ich muss dir zutrinken, denn mein Lieschen hat mir alleweil den besten Wein heraufgebracht und eine Boutelle Wasser, denn du weißt dass ich ein Wassernymph bin; und zwei Pfirsich sind daneben, der eine für dich, der andere für mich, ich werd sie beid verzehren in deinem Nahmen, und jetzt stoß ich mit dir an, Er soll Leben.“
Das Ganze wurde bei Tacitus bereits erwähnt: „lasst mich eine sehen, dann werde ich es glauben“, soll er ausgerufen haben. Einen Augenblick später brach er tot zusammen. Darum wird einigen Nymphen auch eine Unheilsbringung nachgesagt.
Aus Vladimir Nabokovs Roman Lolita stammt der Ausdruck „Nymphchen“ für einen Typus frühreifer Mädchen, die der Protagonist sexuell anziehend findet.
Der österreichische Schriftsteller Michael Köhlmeier publizierte im Jahr 1997 seinen Roman Kalypso, in dem er die Geschichte von Odysseus und der Nymphe Kalypso in die Neuzeit überträgt. Ein Jahr später erschien das Werk als eine, elf CDs umfassende, ungekürzte Autorenlesung.

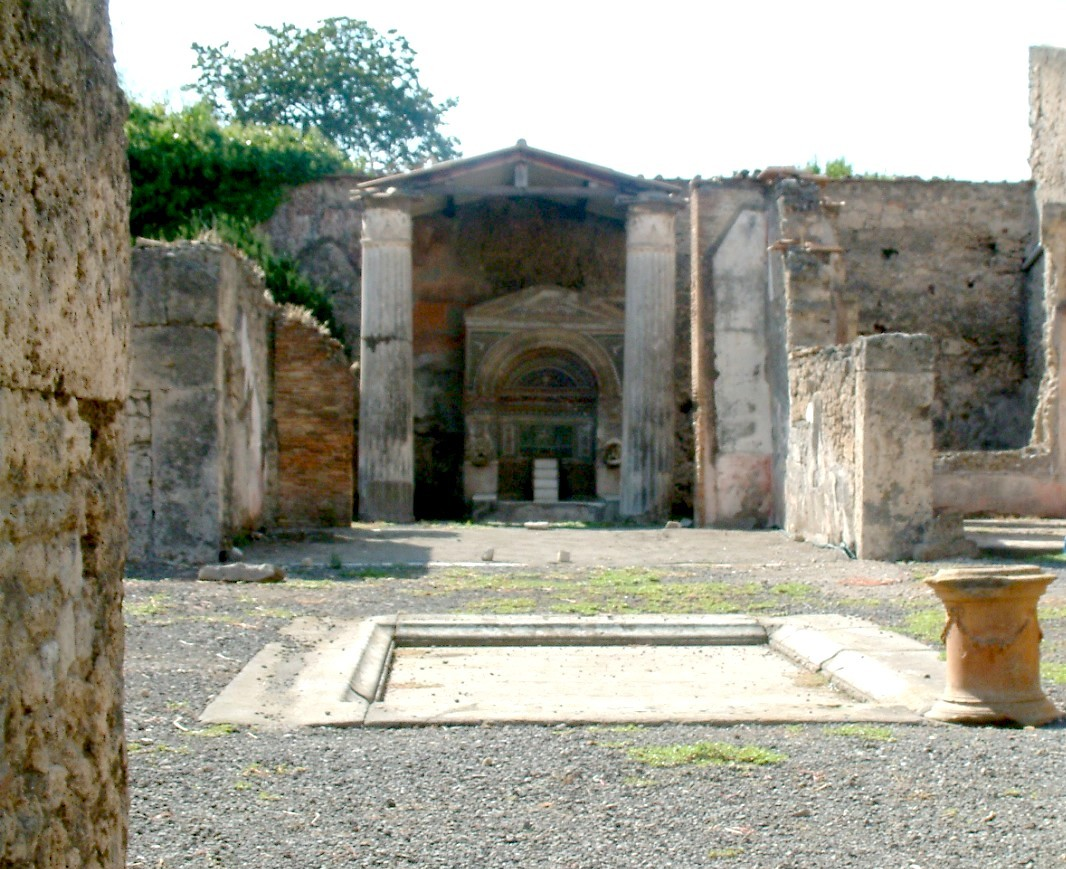
Nymphäum in Pompeji, beim Ausbruch des Vesuvs im Jahr 79 n. Chr. verschüttet

## Sonstiges
Ein Nymphäum ist ein ursprünglich den Nymphen geweihter Tempel, der meist an einer Quelle gelegen war.
Das Wort „Nymphe“ wurde im Mittelalter besonders im nordeuropäischen Raum sowohl auf eine Hexe als auch auf eine Fee angewandt, weil beide, wie die Nymphen, von den vorchristlichen Priesterinnen abstammen.
In der Systematik der Elementargeister Liber de nymphis, sylphis, pygmaeis et salamandris, et de caeteris spiritibus (1566) von Paracelsus waren Nymphen unter dem wahren Namen Undinen dem Element Wasser verbunden..
Der Begriff Nymphomanie steht im Zusammenhang mit häufigem Partnerwechsel (Promiskuität), für ein gesteigertes Verlangen von Frauen nach Geschlechtsverkehr. In der Vergangenheit wurde diese in Abhängigkeit von konservativ-moralischen Wertvorstellungen als übermäßig eingeschätzte sexuelle Motivation oder „Leidenschaft“ auch als „Mannstollheit“ und die Frau selbst mitunter als Schlampe bezeichnet. Dabei ist zwischen „nymphomanischen Phasen“ oder einer psychisch-krankhaften Sucht (als Ersatzbefriedigung für wirkliche Liebe bei gleichzeitiger Bindungsangst) zu unterscheiden. Als Nymphomanin wird manchmal auch eine Frau bezeichnet, die in einer festen Partnerschaft lebt, aber wiederholt fremdgeht, weil der eigene Mann nicht die gleichen, auf häufigen Sex bezogenen Wünsche teilen will oder kann. Bei einer krankhaften Nymphomanie besteht die Gefahr, dass trotz zahlreicher Orgasmen der Sex mit der Zeit langweilig wird und die Frauen darunter leiden. In der Wissenschaft gilt der Begriff inzwischen als veraltet, dagegen hat er in der heutigen Umgangssprache Bestand, da er durch die Historie belegt und in der öffentlichen Meinung bei liberalen Menschen mit einem vielleicht unbewussten Rückgriff auf die Antike durchaus auch positiv gewertet wird.

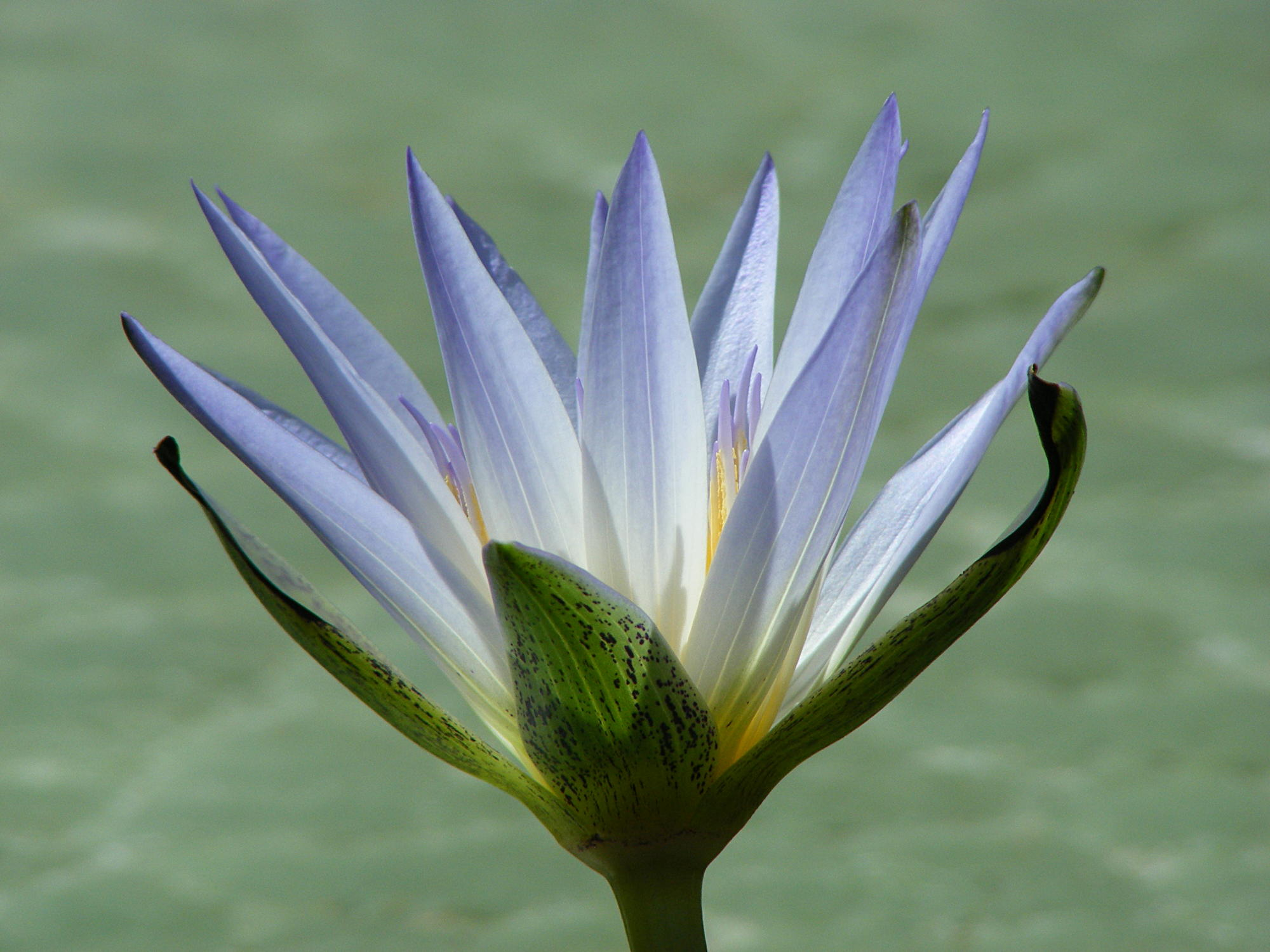
Nymphaea caerulea

Das Wort „Nymphe“ wird in manchen Kulturen auch für Symbole der weiblichen Genitalien wie Lotosblüten, Weiße Seerosen und bestimmte Schnecken benutzt (siehe auch Kaurischnecke).
Einige Kolibrigattungen werden wegen ihrer prachtvollen Federkleidungen als Nymphen bezeichnet.
Das lateinische Wort arbor (= Baum) ist nicht der Form und Deklination entsprechend maskulin, sondern, ebenso wie auch die Baumnamen mit maskulinen Endungen, ein Femininum, da die Römer glaubten, in jedem Baum lebe eine Nymphe.